# Birkenmoor (Harztor)
Birkenmoor ist ein zum Schullandheim umgebautes ehemaliges Jagdhaus nördlich des Ortsteils Ilfeld der Landgemeinde Harztor im Landkreis Nordhausen in Thüringen.

## Geografie
Die aus nur wenigen Häusern bestehende Siedlung liegt auf einem Hochplateau, das unweit nordöstlich zum Tal der in der Nähe entspringenden Bere abfällt, in einer Lichtung mitten im Wald. Im Umfeld befinden sich mehrere Teiche, die dem bei Birkenmoor beginnenden Großen Teichtal den Namen gegeben haben. Die Wälder rund um Birkenmoor sind ein Rotwild-Einstandsgebiet.

## Geschichte
Am 24. Januar 1286 erfolgte die urkundliche Ersterwähnung des  Forstortes Birkenmoor.
Über den einstigen Waldhof Birkenmoor führte die im Mittelalter bedeutsame Heerstraße von Nordhausen nach Wernigerode, sie war als „Alter Houweg“ bekannt und eine der wenigen Straßenverbindungen über das zentrale Harzgebirge. Sie verlief von Nordhausen abgehend über Kloster Himmelgarten, Steigerthal, Buchholz, Birkenmoor, Hasselfelde und Elbingerode nach Wernigerode. Der Hohnsteiner Graf Heinrich II. verkaufte oder verschenkte den Waldhof an das damalige Kloster Ilfeld, das ihn in ein Vorwerk (und Hospital?) umwandelte.

## Verkehr
Die Siedlung ist über Waldverbindungswege bei Netzkater an die Bundesstraße 4 angeschlossen. Es gibt keine ÖPNV-Anbindung. Der nächstgelegene Halt ist der gleichnamige Haltepunkt der HSB, der etwas über drei Kilometer nördlich liegt.